# Heinrich Liebe
Pour les articles homonymes, voir Liebe.
Heinrich Liebe (29 janvier 1908 – 27 juillet 1997) est un commandant d'U-Boot de la Seconde Guerre mondiale. Il fait partie des commandants de sous-marins allemands ayant obtenu le plus de succès au combat.
Il commence sa carrière dans la Kriegsmarine en avril 1927. Il sert pendant quatre années sur le navire-école Schleswig-Holstein et rejoint les Ubootwaffe en septembre 1935.
En octobre 1936, il prend le commandement de l'U-2. Il est l'un des rares commandants doté d'une solide expérience des sous-marins avant le déclenchement des hostilités.
Il commande en octobre 1938 l'U-38, avec lequel il effectue neuf patrouilles de guerre.
Il quitte le service opérationnel en juillet 1941 et est affecté pour trois années au commandement de la marine (OKM, Oberkommando der Kriegsmarine). D'août 1944 à la fin de guerre, il est en poste au commandement des sous-marins (BdU).
Sa biographie d'après-guerre n'est pas documentée. Il meurt en 1997 en Allemagne.